# Serra Casale
Pour les articles homonymes, voir Casale.
La serra Casale est une montagne de Sicile d'une altitude de 910 m qui constitue, avec le mont Lauro, une partie du massif volcanique éteint des monts Hybléens. Leurs sommets forment la limite entre les provinces de Raguse et de Syracuse ainsi que la séparation entre les bassins de l'Irminio et de l'Anapo.
Elle est réputée pour ses importants vestiges archéologiques, découverts par Paolo Orsi au cours du XXe siècle et identifiés par lui-même comme étant la cité grecque antique de Casmene.